# Oxus Patera
L'Oxus Patera è una struttura geologica della superficie di Marte.